# Sarah Oberson
Sarah Oberson (* 1980) ist eine Schweizerin, die 1985 im Alter von fünf Jahren verschollen ging. Ihr Verschwinden bewegte die ganze Schweiz. Es reihte sich in eine Serie von Kindsentführungen und -tötungen in der Schweiz in den 1980er Jahren ein, die weitgehend unaufgeklärt blieben.
Das Mädchen wurde am 28. September 1985 um 17.30 Uhr zuletzt gesehen, als es in Saxon VS mit dem Velo seine Grossmutter besuchen wollte. Das Velo wurde am selben Abend auf dem Pausenplatz vor der Turnhalle des Ortes gefunden. Von Sarah fehlte aber jede Spur, trotz einer grossen Suchaktion von Polizei, Armee und Freiwilligen. Auch die polizeilichen Untersuchungen, unter anderem mit Unterstützung des FBI, führten zu keinem Ergebnis. Vermutungen, Sarah sei ins Ausland entführt worden, konnten nicht erhärtet werden.
Der Fall beschäftigte das Wallis und das Dorf noch jahrzehntelang. Der inzwischen verstorbene Schulhausabwart, mit dem Sarah zuletzt gesehen wurde, wurde von vielen für den Entführer gehalten und verliess das Dorf wegen des auf ihn ausgeübten Drucks. Der in Saxon lebende Staatsrat Bernard Comby und Sarah Obersons Eltern gründeten die Fondation Sarah Oberson, die sich für den Schutz von entführten oder misshandelten Kindern einsetzt. 2015 verfasste der Schriftsteller Eric Felley den Roman La disparition de la petite Lisa, der den Fall literarisch aufarbeitet.